# Shōta Fujio
Shōta Fujio (藤尾 翔太, , Fujio Shōta), né le 2 mai 2001 à Osaka au Japon, est un footballeur japonais qui évolue au poste d'avant-centre au Machida Zelvia.

## Biographie

### Carrière en club
Né à Osaka au Japon, Shōta Fujio est formé par l'un des clubs de sa ville natale, le Cerezo Osaka. Il joue son premier match avec l'équipe première le 5 septembre 2020, lors d'une rencontre de J. League, la première division japonaise face au Urawa Red Diamonds. Il entre en jeu à la place de Tatsuhiro Sakamoto et marque également son premier but, participant à la victoire de son équipe par trois buts à zéro.
Le 12 juin 2021, Shōta Fujio est prêté au Mito HollyHock jusqu'à la fin de la saison et découvre alors la deuxième division japonaise.
Fujio inscrit son premier but pour le Mito HollyHock le 11 juillet 2021, lors d'une rencontre de championnat face au Machida Zelvia. Titulaire, il ouvre le score mais son équipe est battue par deux buts à un. Le 21 novembre 2021 il se fait remarquer en réalisant son premier doublé, contre l'Omiya Ardija, en championnat. Avec ses deux buts il contribue à la victoire de son équipe par deux buts à un.
Le 8 mars 2023, Shōta Fujio est prêté au Machida Zelvia pour une saison, soit jusqu'à la fin de l'année. 
Le 10 janvier 2024, Shōta Fujio rejoint définitivement le Machida Zelvia.

### En sélection
Avec les moins de 19 ans, il joue un match et marque un but en 2019.
Shōta Fujio joue trois matchs avec les moins de 21 ans, tous en 2022, et marque deux buts.